# FamilyMart

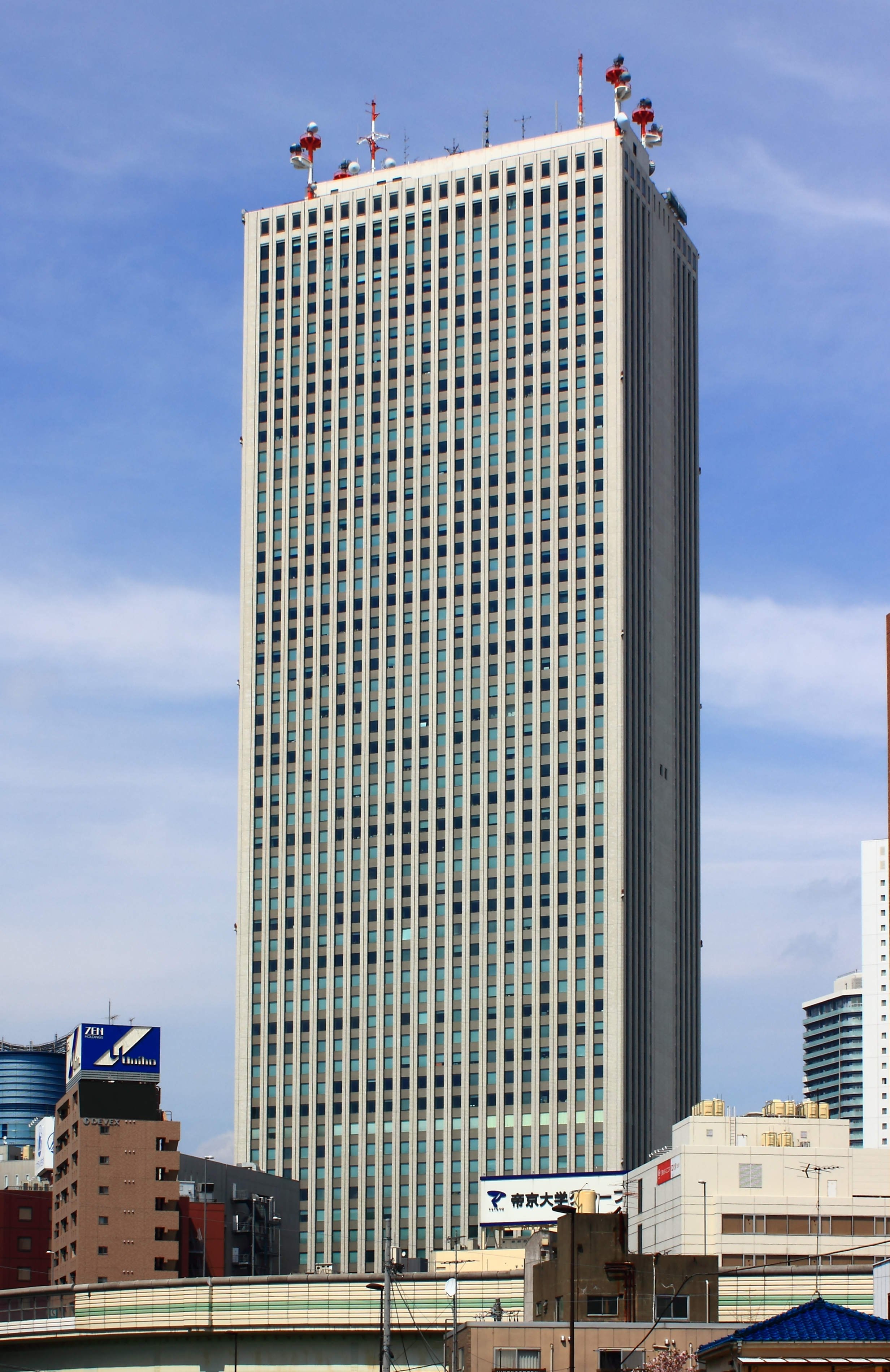
Siedziba FamilyMart znajduje się na siedemnastym piętrze Sunshine 60

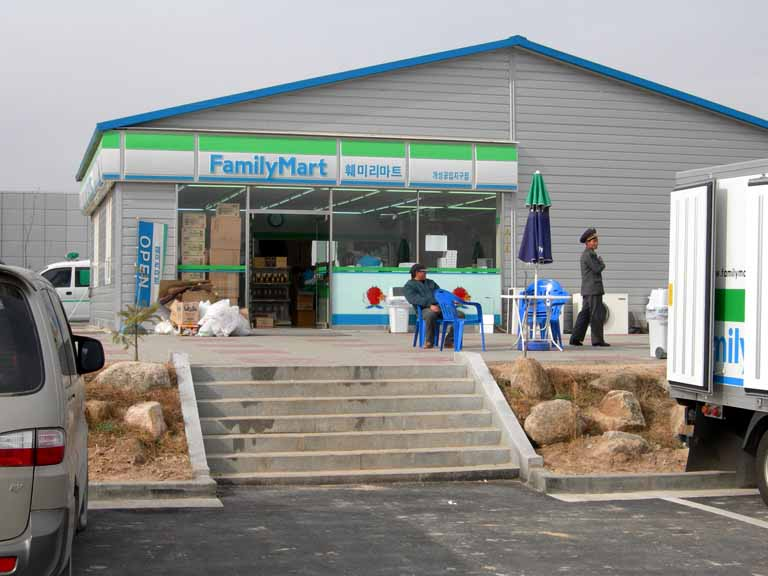
Sklep FamilyMart w Kaesŏng, Korea Północna

FamilyMart (ファミリーマート Famirīmāto) – japońska sieć sklepów typu convenience działających na systemie franczyzy. FamilyMart to druga pod względem wielkości sieć typu convenience w Japonii, ustępująca tylko 7-Eleven. Posiada 24 243 sklepy na całym świecie. Działa m.in. w Japonii, Chinach, Filipinach, Tajlandii, Wietnamie, Indonezji, Malezji i na Tajwanie
FamilyMart jest spółką zależną FamilyMart UNY Holdings, Ltd., które jest właścicielem sieci supermarketów Uny. Głównym akcjonariuszem jest Itochu posiadając 37,66% akcji firmy. Siedziba FamilyMart znajduje się na siedemnastym piętrze biurowca Sunshine 60 znajdującego się w granicach dzielnicy Ikebukuro w Tokio. W Japonii znajdują się także sklepy pod nazwą Circle K Sunkus zarządzane przez FamilyMart.
Wszystkie standardowe produkty spożywcze dostępne w innych japońskich sklepach typu convenience, czasopisma, mangi, napoje gazowane, napoje alkoholowe takie jak sake, nikuman, smażony kurczak, onigri i bentō są dostępne w lokalizacjach FamilyMart.
Sklepy, otwarte przez FamilyMart w Korei Południowej, działają pod nazwą CU i są prowadzone przez BGF Retail. Sieć była kiedyś największą tego typu w Korei Południowej.

## Działalność
Pierwszy sklep FamilyMart otwarty został w Sayama, Saitama w 1973.
FamilyMart posiada swoje sklepy w Malezji, Filipinach, Tajlandii, Indonezji, Tajwanie, Chinach i Wietnamie.
W październiku 2013 roku FamilyMart otworzył swój dziesięciotysięczny sklep w Japonii. Działalność FamilyMart w pewnych częściach Azji, w szczególności chinach, kontynuuje swoje poszerzanie się.
Od stycznia 2018 roku, FamilyMart posiada już 24243 sklepów na całym świecie, z szybkim wzrostem tej liczby w Azji poza Japonią. W Japonii znajduje się 17409 sklepów, na Tajwanie znajduje się 3165 sklepów, w Chinach 2177 sklepów, 1138 sklepów w Tajlandii, 66 na Filipinach, 165 w Wietnamie, 87 w Indonezji i 37 w Malezji.
FamilyMart posiada swoje sklepy we wszystkich prefekturach Japonii podczas gdy 7-Eleven nie posiada żadnego w Prefekturze Okinawa.
Chińskie sklepy FamilyMart znajdują się w Szanghaju, Suzhou, Shenzhen, Kantonie, Hangzhou, Chengdu, Wuxi, Pekinie i Dongguan.

### Działalność zamorska

#### Korea Południowa
Pod koniec Maja 2012, liczba działających sklepów FamilyMart przekroczyła 7271. W Czerwcu tego samego roku FamilyMart of South Korea, który był zarządzany przez FamilyMart Corporation i BGF Retail, został przemianowany na „CU” po tym jak BGF Retail zarządało od FamilyMart opuszczenia rynku Południowo Koreańskiego i zakończenia swoich tamtejszych operacji. Pod koniec Marca 2014 roku, FamilyMart całkowicie opuścił Koreę Południową. Sklepy pozostawione po FamilyMart nazywają się teraz CU i zarządzane są przez BGF Retail, motto CU brzmi „Wygoda dla ciebie”.
Na dodatek, Południowo Koreańscy franczyzobiorcy operowali kilkoma sklepami w Obszarze Przemysłowym Kaesŏng i Regionie Turystycznym Kŭmgangsan w Korei Północnej dla Południowo Koreańskich turystów i pracowników, wszystkie z nich są już zamknięte.

#### Filipiny
FamilyMart na Filipinach wystartował 7 Kwietnia 2013 roku pod zarządem Ayala Corporation, Rustan's Group i Itochu. Pierwszy sklep na Filipinach został otwarty 22 Kwietnia tego samego roku i znajduje się w Centrum handlowym Glorietta 3 w Makati. W filipinach znajduje się 66 sklepów FamilyMart.

#### Tajwan
W maju 2012 roku, na Tajwanie znajdowało się 9255 sklepów typu convenience, co przekładało się na 1 sklep na 2500 ludzi. Jest to najwyższy taki współczynnik na świecie i wciąż rośnie. 7-Eleven jest najpopularniejszym sklepem tego typu na Tajwanie, a FamilyMart plasuje się za nim.
W styczniu 2018 roku, na Tajwanie znajdowało się w sumie 3165 sklepów FamilyMart.

#### Stany Zjednoczone (Famima!!)
Zaczynając w Lipcu 2005 roku, FamilyMart zaczął budować i otwierać kilka swoji placówek w Los Angeles, California. Były one pierwszymi z 250 planowanych do 2009 roku. Sklepy w Ameryce Północnej nazywały się „Famima!!”.
W listopadzie 2010, FamilyMart ogłosił, iż ograniczy ilość swoich sklepów w Stanach Zjednoczonych do dziesięciu z powodu trudnych warunków ekonomicznych.
Tylko 9 sklepów działało w tym samym czasie u szczycie działalności amerykańskiego oddziału FamilyMart, a ostatecznie firma wycofała się z amerykańskiego rynku w 2015, zamykając tym samym wszystkie 8 otwartych sklepów.

#### Malezja
W dniu 11 listopada 2016, o godzinie 11:00, FamilyMart otworzył swój pierwszy sklep w Malezji. Znalazł on się w Wisma Lim Foo Yong w Bukit Bintang, Kuala Lumpur. Sklep stał się popularny z powodu, iż był on pierwszym sklepem typu convenience sprzedającym Lody włoskie i świeże przekąski.
FamilyMart Malaysia jest własnością QL Resources Bhd i Maxincome Resources Sdn Bhd. Mają razem 20-letnią umowę z FamilyMart Co Ltd.
Wszystkie usługi gastronomiczne i produkty gotowe do spożycia w FamilyMart Malaysia są robione używając składników halal. Usługa jest w tej chwili w środku procesu aplikacji z JAKIM. Produkty dostępne w FamilyMart które są certyfikowanymi produktami Halal mają na swoich opakowaniach logo o tym świadczące. Produkty importowane z Japonii, Korei czy Tajwanu muszą przejść weryfikację aby upewnić czy nie znajdują się w nich żadne składniki haram jak wieprzowina, smalec, czy jakikolwiek alkohol. Klienci mogą wyczytać składniki napojów i innych produktów spożywczych na opakowaniach aby zapewnić sobie bezproblemowe spożycie.
W styczniu 2018 roku w Genting Highlands i w całym Klang Valley znajdowały się 37 sklepów FamilyMart. Znajdują się one m.in. w Sunway Velocity, MyTown, Changkat Bukit Bintang, Resorts World Genting i Mid Valley Megamall. Do 2025 w Malezji znajdować się ma ponad 1000 sklepów tej sieci, przyprowadzając koncept „konbini” (Japońskiego sklepu convenience) do Malezji.